# Amuri

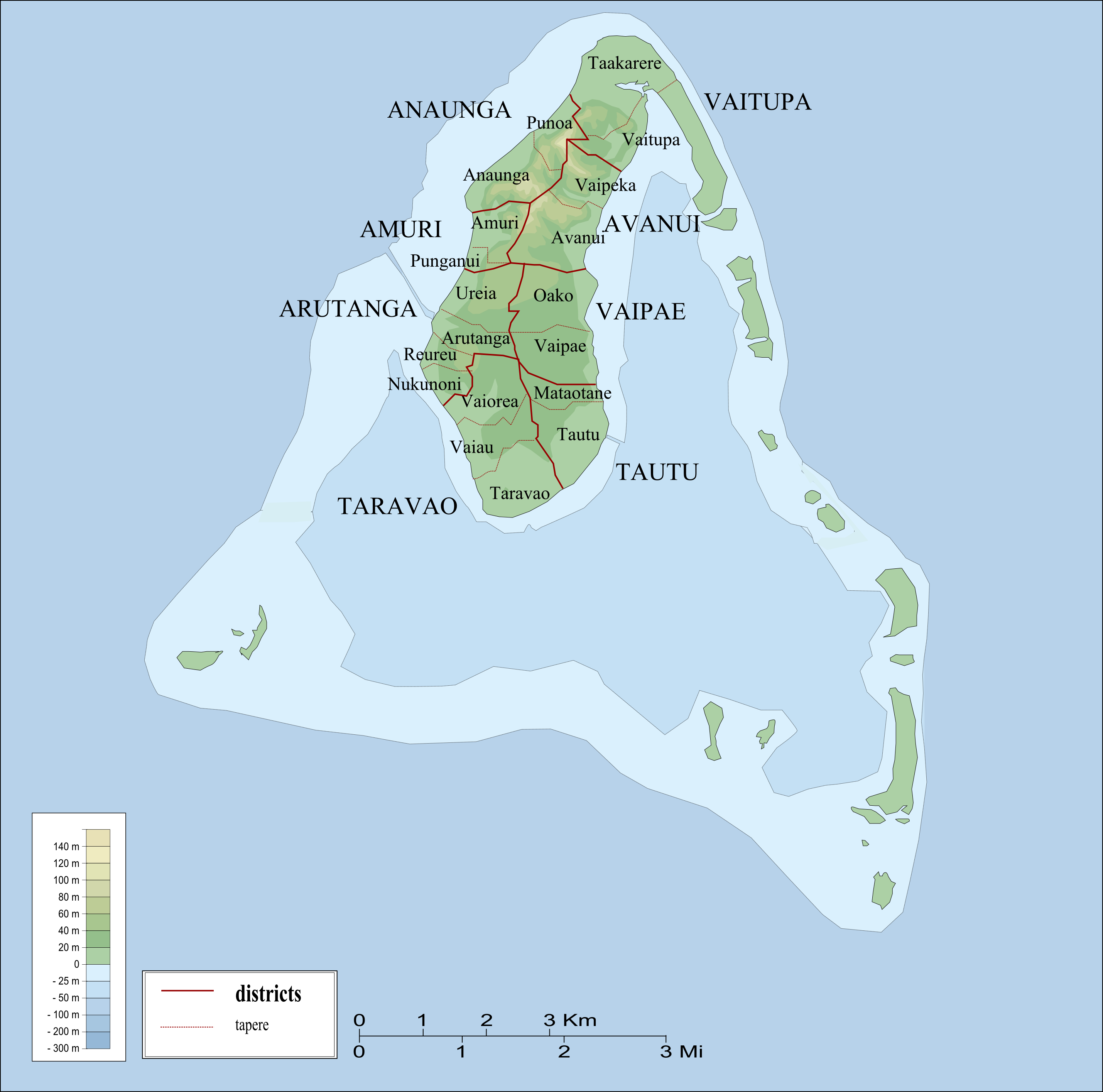
Districts et tapere d'Aitutaki

Amuri est un village et l'un des huit districts de l'île d'Aitutaki aux îles Cook. Situé à l'ouest de l'île, il fait partie de la circonscription électorale d'Amuri-Ureia. 
Amuri est constitué de deux tapere : 
- Punganui
- Amuri

En 2013, le village comptait 334 habitants[réf. souhaitée].